# Jad (judaizm)

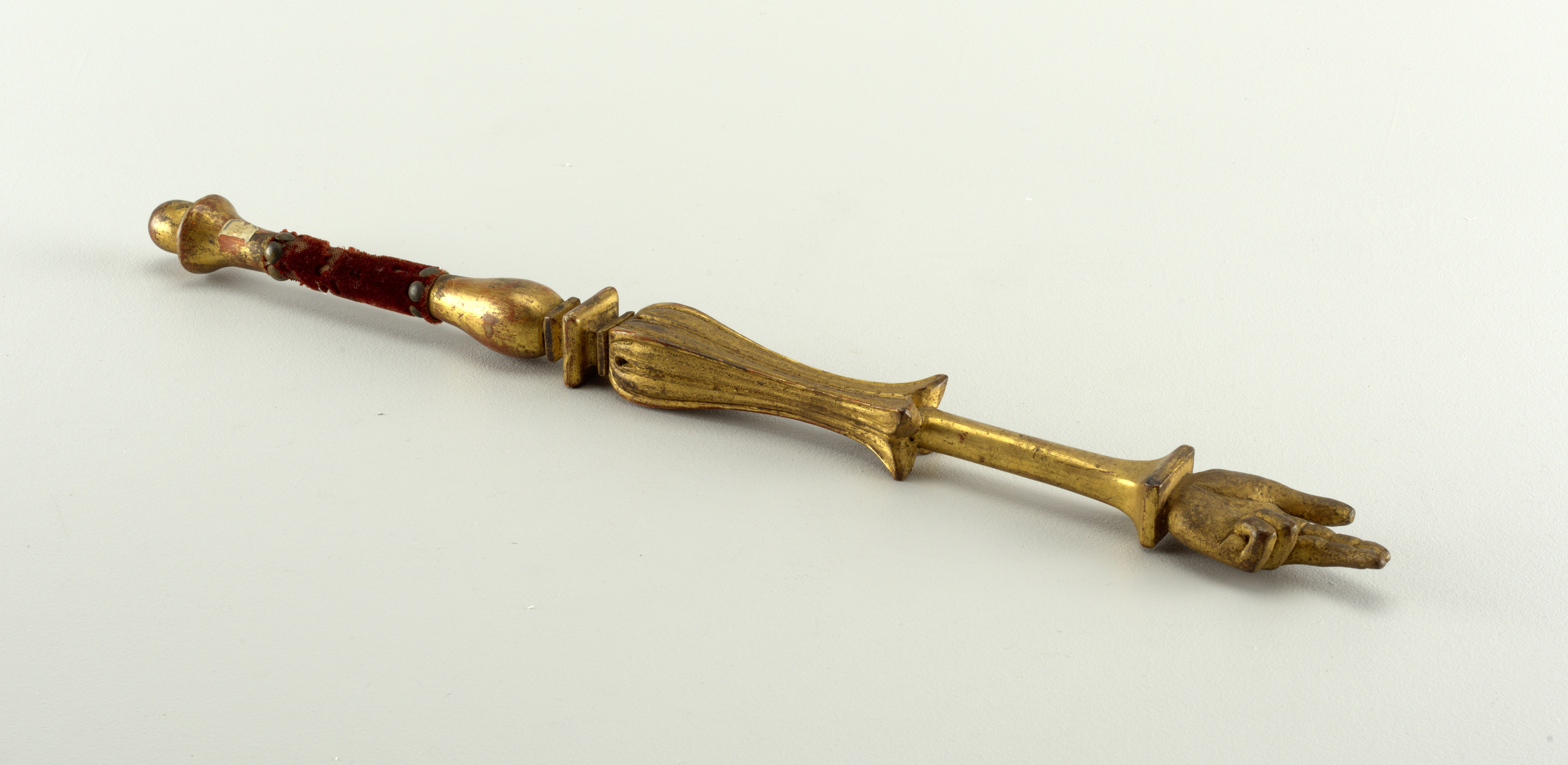
Jad, wyprodukowany w okresie przed 1914 r.

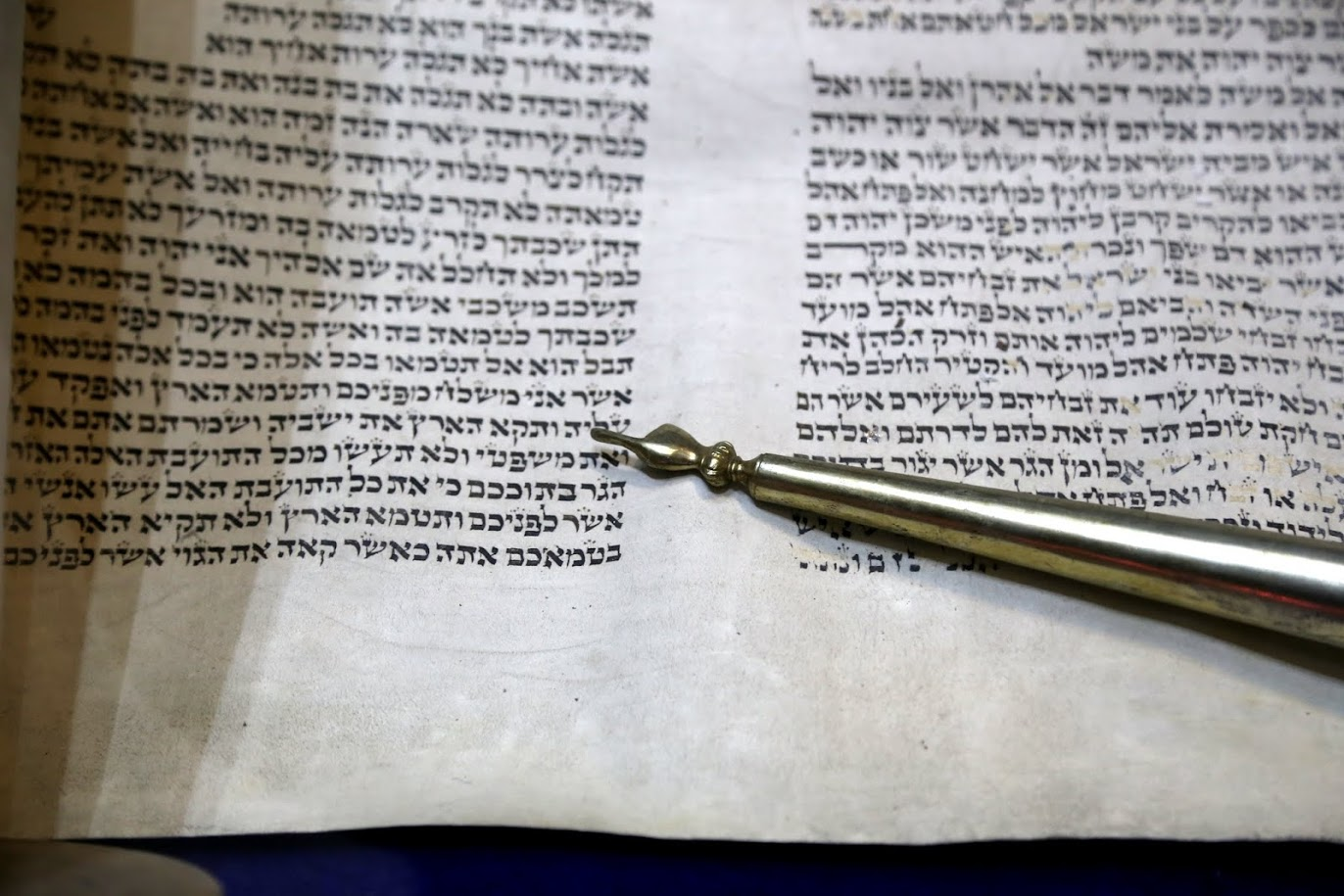
Wskazywanie tekstu na torze za pomocą jadu

Jad (hebr. יד ręka) – przyrząd, wskaźnik liturgiczny w judaizmie.
Pałeczka z zakończeniem w kształcie dłoni, używane podczas czytania Tory, ułatwiająca wskazywanie i czytanie fragmentów. Przechowywany jest w aron ha-kodesz wraz z pergaminowym zwojem Tory. W czasie nabożeństwa lektor śledzi nim śpiewany tekst, gdyż według tradycji żydowskiej nie wolno dotykać świętego zwoju ręką ludzką.. Wykonywany jest ze srebra, kości słoniowej, lub drewna. Czasami wysadzany kamieniami szlachetnymi.

## Opis
Oprócz praktycznego wykorzystania do wskazywania liter, jad zapewnia, że pergamin nie zostanie dotknięty podczas czytania.
Jest tego kilka przyczyn: dotykanie pergaminu powoduje, że staje się on rytualnie nieczysty, a często kruchy pergamin łatwo ulega uszkodzeniu. Co więcej, pergamin welinowy nie pochłania atramentu, więc dotknięcie zwoju palcami spowoduje uszkodzenie napisu. Wyjątkiem od tego zakazu jest święto Simchat Tora (Radość Tory), podczas święta Sukkot, gdy pozwala się dzieciom na dotykanie Tory.
Chociaż nie jest wymagane podczas intonowania z Tory, jest używany często i jest uważany za hidur micwa („upiększenie przykazania”) czytania Tory.

## Produkcja
Jad może być wykonany z różnych materiałów, jednak srebro jest powszechne, szczególnie stosowane jako wykończenie jad. Jad ma często kształt długiego pręta, zakończonego małą dłonią, z wyprostowanym palcem wskazującym. W niektórych przypadkach jad jest pokryty tkaniną.

## Inne zastosowania
Hebrajskie słowo jad odnosi się również do pomnika opartego na wersecie w księdze Izajasza 56:5. Organizacje ze słowem jad w swoich tytułach to:
- Jad Eliezer(inne języki) – izraelska organizacja walki z ubóstwem
- Jad Sarah(inne języki) – Izrael, bezpłatna organizacja sprzętu medycznego i rehabilitacyjnego
- Jad Waszem – oficjalny izraelski pomnik ofiar Holocaustu